# Bagratides
Cette page explique l’histoire ou répertorie les différents membres de la famille bagratide.
La dynastie des Bagratides ou Bagratouni (en arménien : Բագրատունյաց Արքայական Տոհմ ou Bagratunyac Arqayakan Tohm) ou Bagration (en géorgien : ბაგრატიონი, Bagrationi, ბაგრატიონთა დინასტია, dynastie bagrationi ; en russe : Багратион, pluriel Багратионы) est une ancienne famille royale dont les différentes branches furent à la tête de nombreux royaumes régionaux tels que les territoires arméniens d'Ani, Lorri, Kars, Taron et Tayk, ainsi que diverses principautés du royaume de Géorgie et dont les derniers membres s'illustrèrent dans l'histoire de l'Empire russe.

## Origine
La famille Bagratouni est à l'origine de la dynastie bagratide, et fait avec certitude son apparition dans les sources historiques au IXe siècle en Arménie et en Géorgie. Plusieurs auteurs antiques et modernes tentent de faire remonter les origines de ce clan à l'Antiquité. Selon Moïse de Khorène, les Bagratouni descendraient d'une famille juive, voire du roi David. Il tentait de démontrer que les prénoms bagratides étaient d'origine juive, mais il s'avère que son analyse repose sur des noms inventés ou d'étymologie fantaisiste. Cyrille Toumanoff propose l'hypothèse de descendants des Orontides, thèse qui, sans être impossible, demeure incertaine. Appien, quand il relate la conquête des territoires séleucides par le roi d'Arménie Tigrane II, mentionne un général arménien du nom de Bagadatès, dont l'appartenance à la famille est discutée. Movsēs Xorenats’i mentionne également les hauts faits au IIe siècle d'un « Tiridate Bagratouni ». Même si le récit tient plus du roman que de la vérité historique, il est possible qu'il ait réellement existé.
Selon René Grousset, ils seraient issus de la tribu des Haïkans. Au cours de l'Antiquité tardive, ce groupe détenait plusieurs titres héréditaires au sein de la cour des rois arsacides d'Arménie, comme celui de thagadir ou « pose-couronne » (dignitaire qui posait la couronne sur la tête du nouveau roi lors d'un sacre) jusqu'en 428 et d'aspet ou chef de la cavalerie. L'historien byzantin Procope de Césarée mentionne dans ses écrits vers 535 une famille arménienne du nom d'Aspetianoi, qui pourrait être en fait celle des Bagratides, détentrice alors du titre. Procope aurait alors confondu ou fusionné le nom de la famille avec le titre héréditaire d'aspet.

## Les Bagratides d'Arménie

### Les premiers princes
Si l'on suit l'hypothèse de René Grousset, le plus ancien membre supposé de la famille est l'aspet Smbat Ier, cité en 314. Sans qu'une continuité soit cependant assurée avec la lignée médiévale historique, une liste des différents chefs de famille (ou nakhararq) peut être établie.
De ces premières charges de thagadir (perdue en 428 avec l'abolition de la royauté en Arménie) et d'aspet, les Bagratouni auraient commencé à prendre de l'importance en recevant à plusieurs reprises la charge de marzban ou gouverneur d'Arménie. Après la bataille de Bagrévand qui décime la noblesse arménienne, les Bagratouni, même s'ils font partie des vaincus, seraient alors passés au premier plan en Arménie.
- Smbat Ier, aspet, cité en 314.
- Bagrat Ier, aspet, cité en 330 et en 353, fils du précédent.
- Smbat II, aspet, cité en 367 et en 374, fils du précédent.
- Sahak Ier, aspet, cité en 379 et en 387, beau-père de Valarchak, roi d'Arménie.
- Smbat III, aspet, ambassadeur en Perse en 420.
- Tiro'ç Ier († 450), nakharar.
- Sahak II († 482), aspet, marzban d'Arménie.
- Sanpdiat Ier, aspet, cité en 505.
- Varaz-Tiroç' Ier.
- Achot Ier, nakharar en 555, aspet en 560, fils du précédent.
- Pap, nakharar en 596, fils du précédent.
- Manouel Ier, aspet avant 560, mort jeune, fils probable de Varaz-Tiroç.
- Smbat IV († 616), aspet en 595, marzban d'Arménie[5] et d'Hyrcanie (599-607), fils du précédent.
- Varaz-Tiroç II († 645), fils du précédent, aspet en 616, marzban en 628, prince d'Arménie en 645.
- Smbat V, fils du précédent, aspet, drongaire, prince d'Arménie de 645 à 653.
- Achot II (° 645 † 690), fils du précédent, prince d'Arménie de 685 à 689.
- Smbat († 705), fils du précédent, nakharar de 703 à 705.
- Varaz-Tiroç III, fils de Smbat V, tué par les Byzantins en 670.
- Smbat VI, fils du précédent, prince d'Arménie de 691 à 711.
- Achot III l'Aveugle (° v. 695 – † 761), fils de Vasak Bagratouni, neveu probable du précédent, prince d'Arménie de 732 à 748.
- Sahak III († 761), fils de Bagrat Bagratouni, cousin germain du précédent, prince d'Arménie de 755 à 761.
- Smbat VII (° v. 730 – † 775), fils d'Achot l'Aveugle, sparapet de 753 à 775.
- Achot IV Msaker (° v. 760 – † 826), fils du précédent, prince des princes d'Arménie de 806 à 826.
- Bagrat II Bagratouni († 851), fils d'Achot Msaker, prince de Taron (826-851), prince des princes d'Arménie (830-851). Tige des princes de Taron.
- Smbat VIII Bagratouni († 856), frère du précédent, sparapet d'Arménie (826-856).

### Rois bagratides d'Arménie

L'Arménie vers l'an mil

Outre ces ancêtres supposés, la dynastie princière et royale des Bagratides donne ses premiers souverains à l'Arménie à partir du IXe siècle.
- Achot Ier Medz, « Prince des Princes » d'Arménie 856 puis roi d'Arménie 884-890, fils de Smbat VIII Bagratouni.
- Smbat Ier Nahadak, fils du précédent roi d'Arménie (890-912).
- Achot II Erkath, fils aîné du précédent, roi d'Arménie (913-928).
  - Achot le Sparapet, anti-roi d'Arménie (914-920), fils de Chapouh, le frère de Smbat Ier Nahadak.
- Abas, frère d'Achot II, roi d'Arménie (928-951).
- Achot III Olomadz, fils du précédent, roi d'Arménie (951-977).
- Smbat II Tiezerakal, fils aîné du précédent, roi d'Arménie (977-989).
- Gagik Ier Shahinschah, fils puîné d'Achot III, roi d'Arménie (989-1020).
- Hovhannès-Smbat III, fils aîné du précédent, roi d'Arménie (1020-1041).
  - Achot IV Qatz, frère de Hovhannès-Smbat II, co-roi d'Arménie (1021-1039).
- Gagik II, fils d'Achot IV, roi d'Arménie (1042-1045), mort en 1079. Il abdique en faveur de l'empereur byzantin Constantin IX Monomaque.

### Rois bagratides de Kars
En 962, Achot III donne à son frère Mouchel des terres autour de Kars, ainsi que le titre royal, ce qui donne naissance à la lignée des rois de Kars :
- Mouchel, roi 962-984, fils cadet d'Abas et frère d'Achot III Olomadz.
- Abas Ier, roi 984-1029, son fils.
- Gagik-Abas II, roi 1029-1064, mort en 1080, fils du précédent. Il abdique en faveur de l'empereur byzantin Constantin X Dukas.

### Rois bagratides de Lorri (Tachir)
En 972, Achot III donne à son fils cadet Gourgen la province de Lorri, ainsi que le titre princier. Dix ans plus tard, Gourgen prend le titre de roi, inaugurant la lignée des rois bagratides de Lorri (Tachir) :
- Gourgen Ier ou Kiourikê Ier († 989), roi d'Aghbanie (982-989), fils d'Achot III Olomadz.
- David Ier Anholin († 1048), roi de Lorri (989-1048), son fils.
- Gourgen II ou Kiourikê II († 1089), roi ou curopalate de Lorri (1048-1089), son fils.
- David II et Abas Ier, curopalates de Lorri (1089-1113), puis seigneurs de Tavouch et de Matznaberd (1113-v. 1145), ses fils.
- Gourgen III ou Kiourikê III, seigneur de Tavouch et de Matznaberd (v. 1145-v. 1185), fils de David II.
- Abas II, seigneur de Tavouch et de Matznaberd (v. 1185-v. 1192), son fils.
- Aghsartan Ier, seigneur de Matznaberd (v. 1192-v. 1236), son fils naturel.
- Gourgen IV ou Kiourikê IV, seigneur de Matznaberd (v. 1232-v. 1236), son fils.
- Pahlavan, seigneur de Matznaberd (v. 1236-v. 1259), son fils.
- Taqiaddin, seigneur de Matznaberd (v. 1259-v. 1260), son frère.
- Aghsartan II, seigneur de Matznaberd (v. 1260-????), son frère.

### Princes bagratides de Taron
Le Taron est une région possédée initialement par les Mamikonian. À la mort de Chmouel Mamikonian, tué à la bataille de Bagrévand (15 avril 775), son neveu Achot s'empare de la région, inaugurant la lignée des princes bagratides du Taron :
- 775-826 : Achot Ier († 806), prince des princes d'Arménie (Achot IV) en 806.
- 826-851 : Bagrat Ier († après 851), fils du précédent, prince des princes d'Arménie (Bagrat II) en 830.
- 858-878 : Achot II (° v. 835 † 878), fils du précédent.
- 878-895 : Davit' (° v. 840 † 895), frère du précédent.
- 895-897 : Gourgen († 897), fils d'Achot II.
- 897-939 : Grigor Ier († 939), cousin germain du précédent, fils de Tornik, petit-fils de Bagrat Ier.
- 939-966 : Bagrat II et Achot III († 966), fils du précédent.
- 966-967 : Bagrat III († apr. 987) et Grigor II († 995), fils d'Achot III.

En 967, les deux frères cèdent le Taron à Byzance, en échange de domaines et de charges byzantines. Leurs descendants prennent le nom de Taronitès.
En plus de Grigor Ier, Tornik de Taron a eu un autre fils, Apoganem, patrice à Byzance, qui est l'ancêtre de la famille byzantine Tornikioi.

### Les Bagratides arméniens à Byzance
Les aléas de l'histoire arménienne ont incité un certain nombre de nobles arméniens à émigrer à Byzance. Les Bagratouni n'ont pas échappé à ce mouvement, et l'on connaît plusieurs nobles byzantins issus de cette famille :
- de manière hypothétique, le patriarche Jean VII le Grammairien et sa famille, laquelle est elle-même peut-être ancêtre de la famille byzantine des Morocharzianos citée au XIe siècle,
- de manière certaine, les Taronites (dont Maria Taronitissa, mère de Marie Comnène),
- également de manière certaine, les Tornikioi (Léon Tornikios, et peut-être la mère de l'empereur Constantin IX Monomaque).

## Les Bagratides en Géorgie puis en Russie

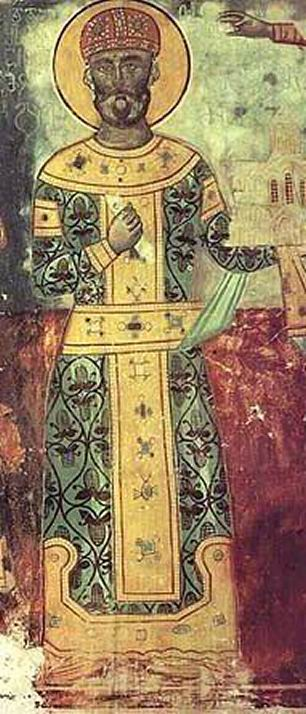
David IV de Géorgie

Selon René Grousset, la dynastie bragratide de Géorgie est issue du prince Vasak Bagratouni, un frère de Smbat VII Bagratouni le Sparapet tué à la bataille de Bagrévand le 25 avril 772, ou 775.
Fuyant la répression musulmane, Vasak se réfugie dans le nord-ouest de l’Arménie et en Haute-Géorgie, dans les monts du Klardjeth, où il épouse une fille de Gouaram III d'Ibérie de la dynastie locale des Gouaramides, qui est prince de Djavakheti et de Calarzène.
Son fils Adarnaze, à partir de 786, et son petit-fils Achot consolident cette principauté dans le pays d’Artanoudji dans la région de la ville actuelle d’Ardahan.
Achot accroît son autorité en tissant des liens avec la famille royale d’Abkhazie et en entrant comme cette dernière dans la vassalité de l'Empire byzantin, ce qui lui permet d’obtenir le titre de curopalate. Il est reconnu en 813 comme chef des Géorgiens par les Byzantins. En 829, il reprend à l’émir de Tiflis la vallée de la Koura et la partie occidentale de l'Ibérie.
Le fils d’Achot Ier, Bagrat Ier, est refoulé dans son patrimoine du Klardjeth par une offensive de l’émir de Tiflis mais il se rétablit en se montrant un vassal fidèle du califat pendant qu’un autre cadet de la famille bagratide s’établit dans le Tao vers 843.
À partir de cette base et malgré une domination d'une soixantaine d'années du royaume des Abkhazes sur la région, les Bagratouni étendent progressivement leur domination sur l'Ibérie jusqu'à la fondation du royaume unifié de Géorgie par Bagrat III de Géorgie.
- 813-830: Achot Ier, duc de Tao et de Calarzène.
- 842-876: Bagrat Ier, duc de Tao inférieur.
- 876-881: David Ier, duc de Tao inférieur.
- 881-923: Adarnaze II, Curopalate d'Ibérie, duc de Tao Inférieur, prince de Djavakheti.
- 916-975: domination abkhaze dans le royaume d'Ibérie.
  - 916-923: Adarnaze II, roi titulaire d'Ibérie.
  - 923-937: David Ier, roi titulaire d'Ibérie.
  - 937-958: Soumbat Ier, roi titulaire d'Ibérie.
  - 958-975: Bagrat II, roi titulaire d'Ibérie.
- 975-994: Bagrat II, roi de jure d'Ibérie.
- 975-994: Gurgen Ier, roi de facto d'Ibérie.
- 994-1008: Gurgen Ier, roi de jure d'Ibérie.
- 1001-1014: Bagrat III de Géorgie, roi d'Abkhazie, roi d'Ibérie, duc de Tao, duc d'Artanoudji-Calarzène, duc de Djavakheti. Il est le premier roi de la Géorgie unifiée.

Le 24 juillet 1783, le roi géorgien de Karthli et de Kakhétie, Héraclius II, signa un traité reconnaissant le protectorat de l'Empire russe. En 1787, les Ottomans chassèrent les Russes. Le dernier roi, Georges XII, manifesta le désir de retrouver la protection de la Russie, dans un contexte d'affrontements turco-perses. En 1801, par son Manifeste du 12 septembre, le tsar Alexandre Ier réunit les terres géorgiennes à la Russie. En 1810, l'Iméréthie rejoignit aussi la couronne impériale. L'année suivante, une autonomie fut octroyée à la principauté de Géorgie, puis (entre les années 1857-1867) aux principautés de Mingrélie, d'Abkhazie et de Svanétie.
En 1841, l'Empire russe reconnut officiellement la famille des Bagration comme ayant fait partie de « l'ancienne maison royale de Géorgie ». En juin 1865, le Conseil d'État donna le titre de princes sérénissimes aux descendants des familles régnantes d'Iméréthie et de Géorgie.
Parmi les membres de cette illustre famille, on peut distinguer :
- le prince Pierre Ivanovitch Bagration (1765-1812), héros de la guerre de 1812 contre Napoléon ;
- le prince Roman Ivanovitch Bagration (1778-1834), héros de la guerre russo-persane de 1826-1828 ;
- le prince Dimitri Petrovitch Bagration qui combattit dans l'Armée rouge à partir de 1918 ;
- la grande-duchesse Léonida (1914-2010), épouse de Vladimir Kirillovitch de Russie, née princesse Léonida Georgievna Bagration-Moukhransky.